# Staurodesmus majusculus
Staurodesmus majusculus  là một loài Song tinh tảo trong họ Desmidiaceae, thuộc chi Staurodesmus.